# Claus Predbjørnsen Podebusk til Kørup
Claus Podebusk (død 1540) til Kørup, dansk rigsråd.
Han var søn af rigsråd Predbjørn Clausen Podebusk (død 1541) og dennes første hustru, Vibeke Eriksdatter Rosenkrantz, og skrev sig allerede i 1534 til faderens ejendom Kørup på Fyn.
Han blev 20. juli 1517 gift med sin stedmor Anne Mouritsdatter Gyldenstjernes datter af første ægteskab Anne Krognos og fik med hende Krapperup og Marki i Skåne. De fik sønnen Erik Clausen Podebusk, senere rigsråd.
Han sluttede sig under borgerkrigen efter Christian 2.'s fald ligesom faderen i 1523 til Frederik 1. og fik et par mindre forleninger i Skåne (Kullen og 1526 Sirekøbing). Han blev omkring 1526 ridder og omkring 1532 rigsråd. Han stillede sig i 1533 på det katolske parti, og deltog under Grevens Fejde i den skånske adels møder og kampe. I 1536 måtte han ligesom de øvrige rigsråder erklære at ville finde sig i reformationen, og han beholdt sin plads i rigsrådet, men synes ikke at have haft større betydning. 
Han døde før faderen 7. november 1540. Hans enke levede endnu 1572.